# بطاقة الفهرس
بطاقة الفهرس: لماذا لا يجب أن يكون، التمويل الشخصي معقد
هو كتاب مالي شخصي كتبه هيلين اولين وهارولد بولاك وتم نشره في عام 2016. يستند الكتاب إلى أعمدة المشورة التي كتبها بولاك في عام 2013 على بطاقة فهرسة.

## خلفية
في أبريل 2013، قدم بولاك مقابلة مع أولين حول كتابها باوند فوليش، وذكرت بشكل معبر أن «أفضل نصيحة مالية لمعظم الناس تناسب بطاقة الفهرسة». قال بولاك كذلك، «إذا كنت تدفع  لشخص ما للحصول على المشورة، بحكم المعرفة تقريبًا، من المحتمل أنك تتلقى النصيحة الخاطئة لأن النصيحة الصحيحة صريحه جدا.» 
طلبت رسائل البريد الإلكتروني والتعليقات على مدونته بطاقة فهرسة حقيقية مع نصائح مالية، لذلك قام بولاك بتدوين تسع قواعد في دقيقتين، والتقط صورة لها، ونشرها على الإنترنت. انتشرت الصورة بشكل كبير، وكان بولاك وأولين قد كتبوا بطاقة الفهرس المغطاة بعد ثلاث سنوات في العديد من المواقع الإخبارية على الإنترنت، والتي قارنها بولاك ببطاقة الفهرس الأصلية كتعليق على الوصايا العشر.

## المحتوى
اقترح أولين وبولاك الاستثمار في الصناديق الاستثماريه المشتركه، ودفع رصيد بطاقة الائتمان بالكامل كل شهر، والحصول على مستشار مالي يلتزم بمعيار ائتماني، واستخدام حسابات روث، وسيب و 529. تحتوي بطاقة الكتاب والفهرس أيضًا على بعض النصائح «البسيطة»، مثل توفير عشره إلى عشرون بالمائة من دخل الفرد، والحد الأقصى 401 (ك)، وعدم شراء الأوراق المالية الفردية. كما أنها تتضمن المزيد من النصائح «الدقيقة» حول كيفية اختيار المستشار المالي والتفاعل معه. يحتوي الكتاب على قواعد حول شراء منزل والتأمين، وهي موضوعات شعروا أنها استُبعدت من القائمة الأولى.

## استقبال
قالت دار النشر الأسبوعية إنه بينما كان للكتاب «مهمة مثيرة للإعجاب»، فإن القواعد التي يقدمها «قديمة جدًا ومتاحة بسهولة في أي قائمة بحيث لا تستحق بناء كتاب حولها». ووصف الكتاب بأنه «غير مرضي للجميع باستثناء المستهلكين غير المدركين» 
تلقى كل من الكتاب والصورة انتقادات بشأن القاعدة الأخيرة، وهي شبكة أمان اجتماعي، تقول إنها كانت سياسية أكثر من انها مالية. يقول بولاك " ان  دافع الضرائب الأمريكي كان يساندني عندما كنت أعاني من أزمة"، وأنه «يجب أن يفعل الشيء نفسه مع الآخرين»، في إشارة إلى الوقت الذي اعتنى فيه هو وزوجته بشقيقه المعاق ذهنيًا.  تلقى أيضًا رسائل بريد إلكتروني حول بطاقته الأصلية من أشخاص لم يتمكنوا من توفير نسبة الـ 20٪ التي اقترحها، لذلك قام بتخفيض الرقم إلى 10٪ في الكتاب.  